# Emsdettener Venn und Wiesen am Max-Clemens-Kanal
Emsdettener Venn und Wiesen am Max-Clemens-Kanal este o arie protejată (arie specială de conservare — SAC, sit de importanță comunitară — SCI) din Germania întinsă pe o suprafață de 478,72 ha, integral pe uscat.

## Localizare
Centrul sitului Emsdettener Venn und Wiesen am Max-Clemens-Kanal este situat la coordonatele 52°10′12″N 7°28′17″E / 52.17°N 7.4714°E.

## Înființare
Situl Emsdettener Venn und Wiesen am Max-Clemens-Kanal a fost declarat sit de importanță comunitară în martie 2001 pentru a proteja 2 specii de animale. Situl a fost protejat și ca arie specială de conservare în iulie 2006.

## Biodiversitate
Situată în ecoregiunea atlantică, aria protejată conține 5 habitate naturale: Pajiști umede nord-atlantice cu Erica tetralix, Pajiști uscate europene, Mlaștini oligotrofe degradate, capabile încă de regenerare naturală, Mlaștini turboase de tranziție și turbării mișcătoare, Mlaștini împădurite.
La baza desemnării sitului se află mai multe specii protejate:
- mamifere (1): liliac cârn (Barbastella barbastellus)
- nevertebrate (1): libelule (Leucorrhinia pectoralis)

Pe lângă speciile protejate, pe teritoriul sitului au mai fost identificate 1 specie de plante, 2 specii de amfibieni.